# Legutio
Legutio (baskiska: Legutiano) är en kommun i Spanien. Den ligger i Álavaprovinsen i södra delen av den autonoma regionen Baskien i norra delen av landet, 300 km norr om huvudstaden Madrid. Antalet invånare är 2 086 (2024). Arean är 45,86 kvadratkilometer. Legutio gränsar till Arratzua-Ubarrundia, Zigoitia, Ubide, Otxandio, Aramaio och Leintz-Gatzaga.